# Lorius lory
Lorius lory là một loài chim trong họ Psittacidae.

## Hình ảnh

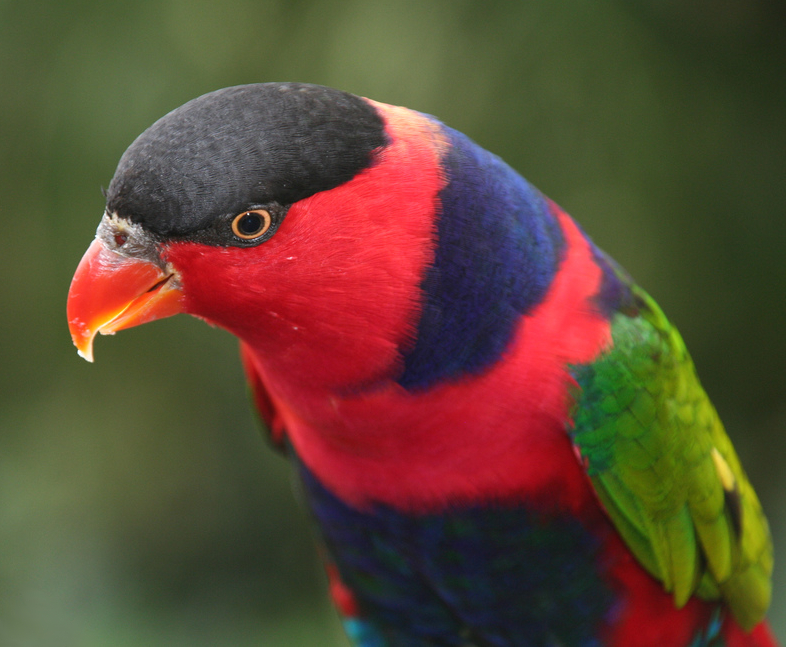
Upper body
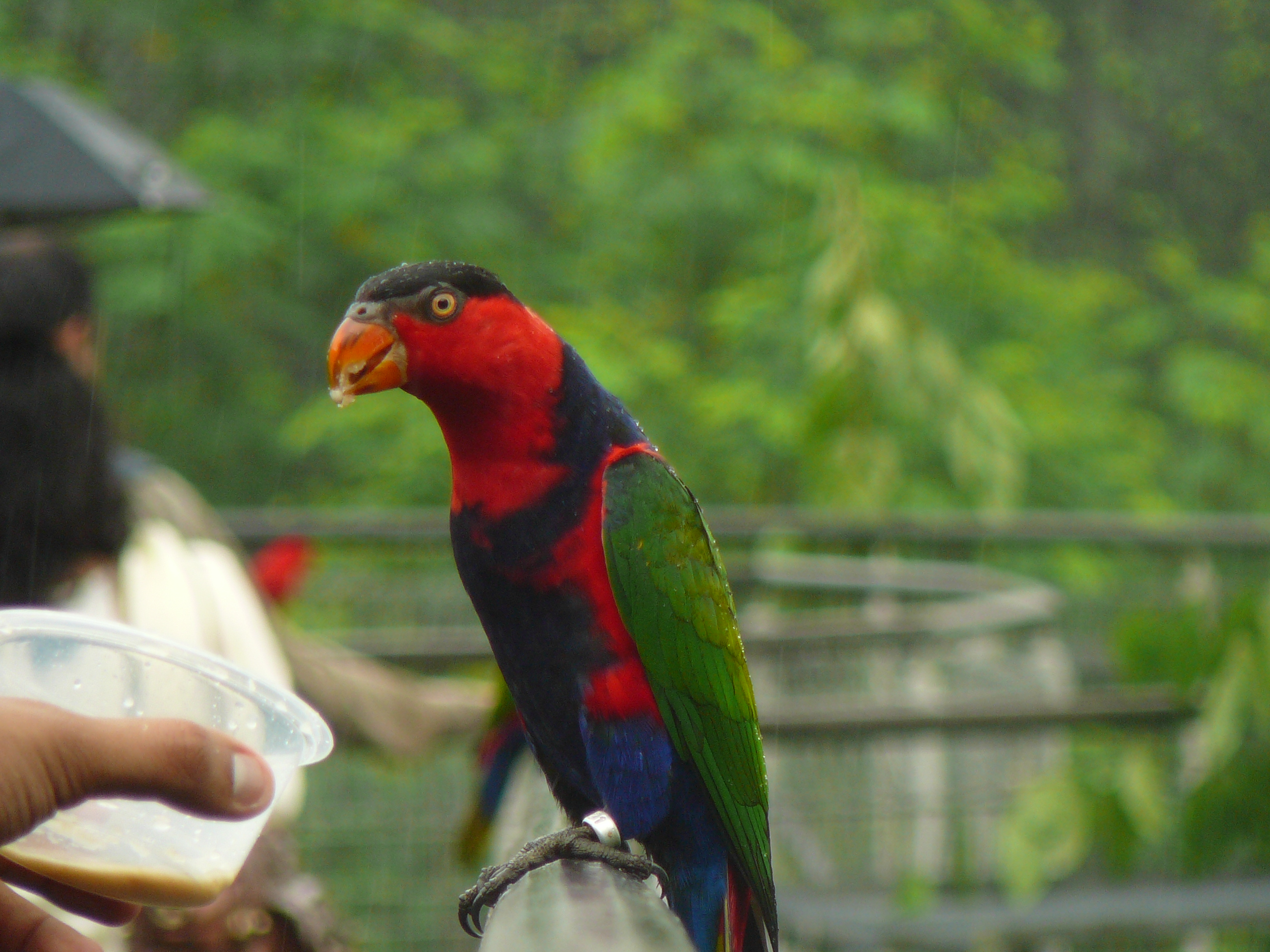
At Jurong BirdPark, Singapore
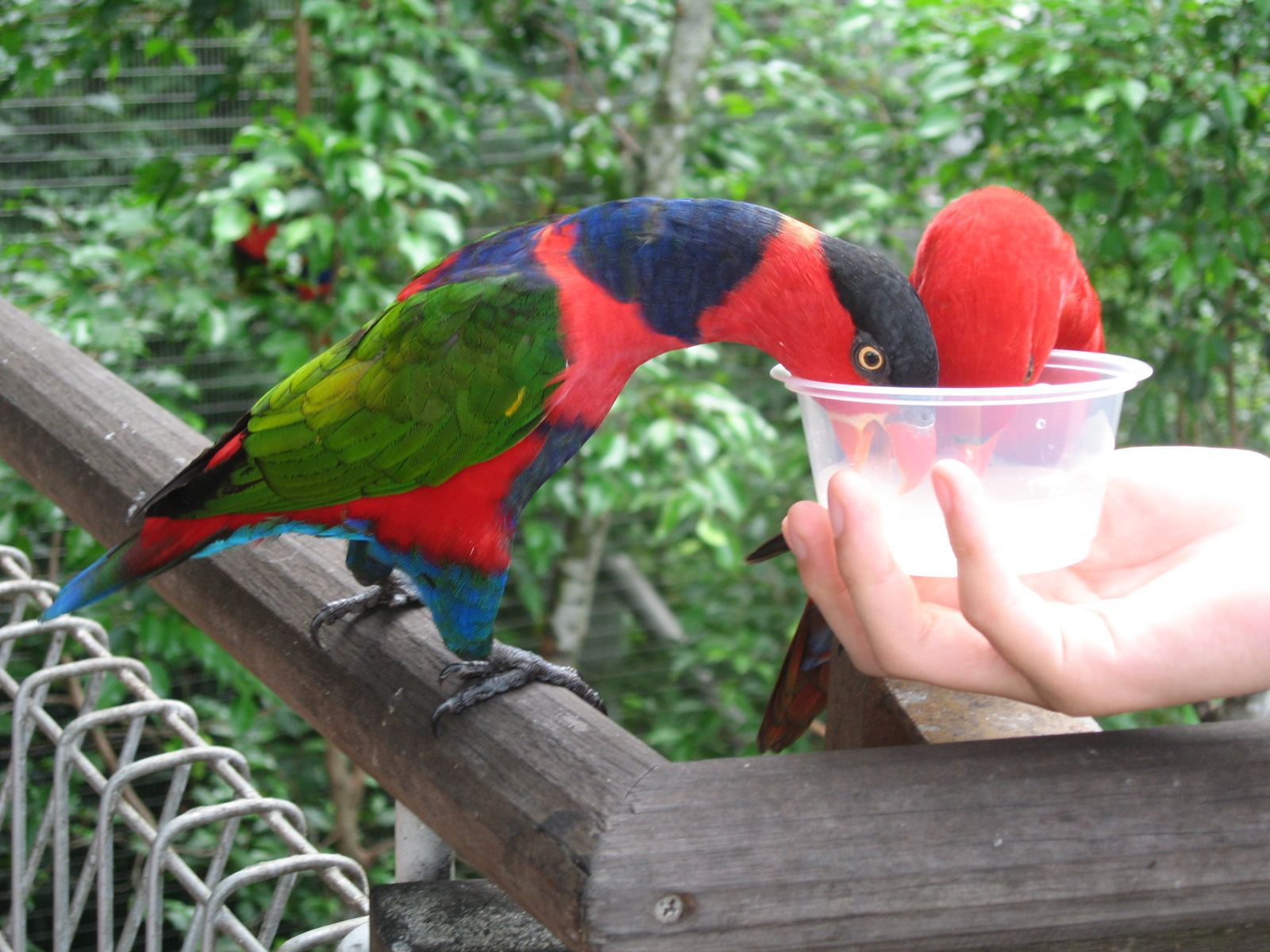
Drinking nectar at Jurong BirdPark
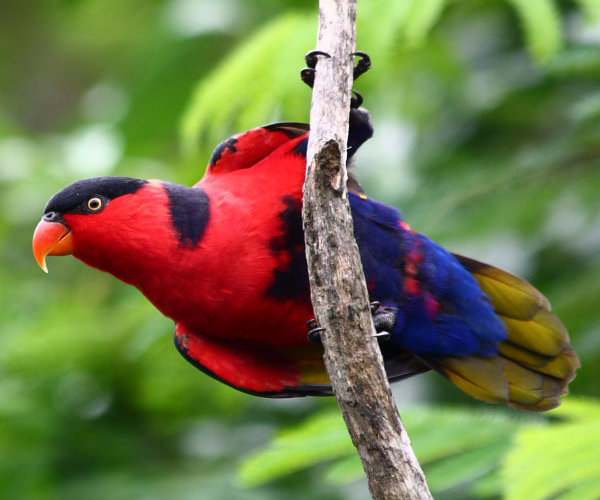
At Jurong BirdPark
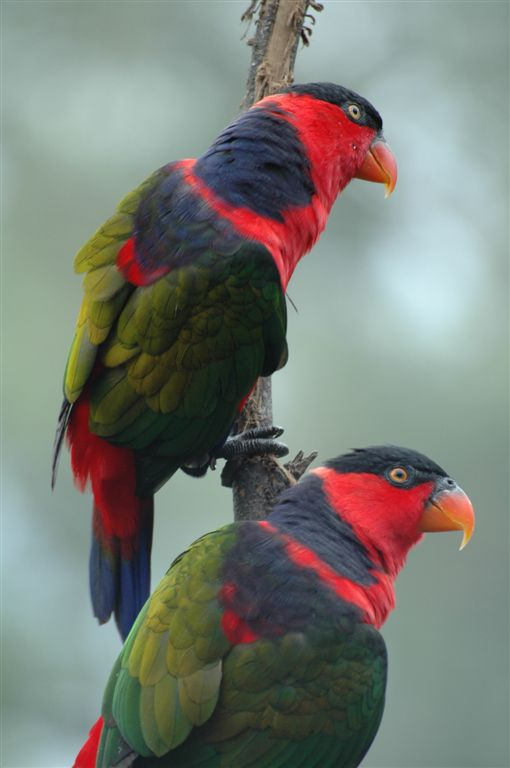
At Singapore Zoo
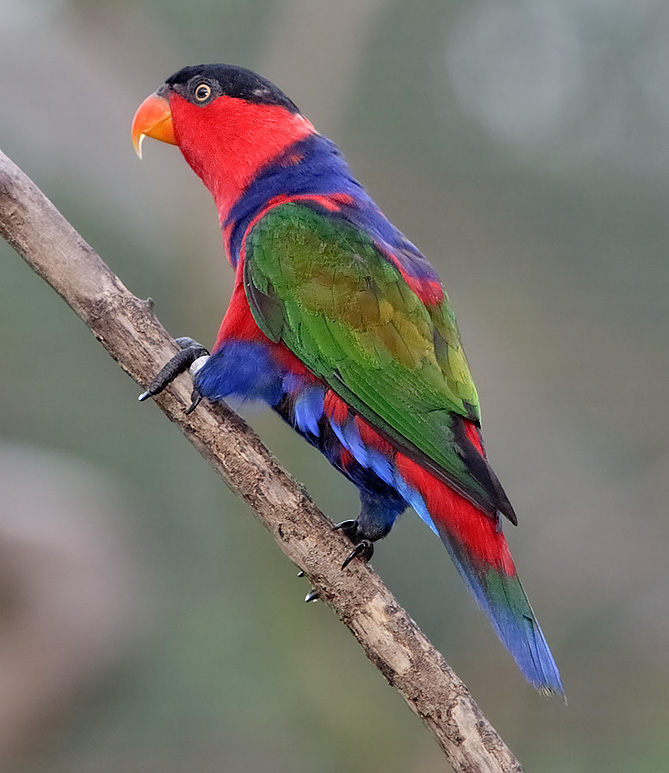
Wing plummage - at Jurong BirdPark